# Gottfried Hoberg
Gottfried Hoberg (* 9. November 1857 in Heringhausen; † 19. Januar 1924 in Freiburg im Breisgau) war ein deutscher katholischer Theologe, Philologe, Priester und Hochschullehrer.

## Leben
Am 9. November 1857 wurde Gottfried Hoberg  als Sohn des Lehrers Christoph Hoberg und seiner Frau Gertrud geb. Wiertz in Heringhausen bei Bestwig geboren. Gottfried hatte vier Schwestern. Seine Schwester Pauline war die Großmutter des Ruhrbischofs Kardinals Franz Hengsbach. Der Vater erkannte frühzeitig die Fähigkeiten seines Sohnes und schickte ihn deshalb täglich zum Üben zu dem Ramsbecker Kaplan. Seine Reifeprüfung legte er später in Paderborn ab. Dort begann er im Herbst 1876 mit dem Studium. Danach ging er nach Münster und anschließend nach Bonn. Während seines Studiums wurde er 1878 Mitglied der VKDSt Saxonia Münster im CV. Später wurde er noch Mitglied der KDStV Hercynia Freiburg im Breisgau und der KDStV Bavaria Bonn. In Dillingen an der Donau wurde Hoberg im August 1881 zum Priester geweiht. 
Er promovierte später zum Dr. der Philosophie und zum Dr. der Theologie. 1886 wurde Hoberg Privatdozent an der Universität Bonn und ein Jahr später Professor für das Alte Testament in Paderborn. Im Jahr 1890 übernahm er an der Albert-Ludwigs-Universität Freiburg die Professur für das Neue Testament und 1893 für das Alte Testament. Zehn Jahre später wurde Hoberg Konsultor der Päpstlichen Bibelkommission. Er war von in der Zeit von 7. Mai 1902 bis zum 7. Mai 1903 Prorektor an der Universität Freiburg. 
Zudem war Hoberg bis 1894 Herausgeber der Theologischen Rundschau für das katholische Deutschland und ab 1895 Mitherausgeber der Biblischen Studien sowie von 1895 bis 1905 Schriftleitern der Literarischen Rundschau. Von 1910 an war er Mitherausgeber der Freiburger theologischen Studien. In der Zeit von 1911 bis 1913 hat Hoberg die Einleitung in die Heilige Schrift 5. Ausgabe des Alten und Neuen Testaments von Franz Kaulen mit vorbereitet. Gottfried Hoberg verstarb am 19. Januar 1924.

## Werke (Auswahl)
- Die Genesis nach dem Literalsinn, Herder, 1899
- Moses und der Pentateuch, Herder, 1905
- Bibel oder Babel? Münchener Volksschriftenverlag, 1907
- Katechismus der messianischen Weissagungen, Herder, 1915

## Ehrungen
- In Heringhausen wurde die Professor-Hoberg-Straße nach ihm benannt